# Cristina de la Fuente
Cristina de la Fuente Ortiz de Zárate (Bonn, 1959) es una galerista española especializada en arte contemporáneo, fundadora y directora de la Galería Arteko en San Sebastián.

## Trayectoria profesional
Licenciada en Ciencias de la Información rama Periodismo por la Universidad del País Vasco (1983). Realiza cursos teóricos y prácticos de Fotografía en la Sociedad Fotográfica de Guipúzcoa en los años 1984/85 y en el Instituto Europeo di Design de Roma, 1986/87/88.

### Periodismo y Comunicación
Los primeros años profesionales se diversificaron en numerosos campos de la diferentes ramas que ofrece su formación periodística y el conocimiento de varios idiomas, trabajando en la prensa escrita en el Diario Vasco y como periodista y fotógrafa en el Departamento de Comunicación de KUTXA, 1984/85. También colaboró en programas radiofónicos  como corresponsal en Guipúzcoa para Antena 3,

### Arte Contemporáneo
A partir del año 1995 su trayectoria se dirige hacia el mundo del arte. Ese año organiza una exposición colectiva de artistas guipuzcoanos en una sala donostiarra y en junio de 1996 funda la galería Arteko de San Sebastián, con el objetivo de difundir y promocionar el arte contemporáneo en el País Vasco exponiendo a artistas contemporáneos vascos, artistas nacionales e internacionales de reconocido prestigio, con otras de jóvenes creadores y sus nuevas formas de expresión.
Mantiene un programa expositivo internacional participando con los artistas que representa en ferias nacionales e internacionales, realiza  ediciones y en especial los libros de artista.
Tras sufrir una inundación en los almacenes de la galería, organizó en el año 2003 una venta especial con las obras dañadas, venta que tuvo una gran acogida.
En el año 2021, Arteko celebra sus bodas de plata con la exposición: Arteko:25 años acercando el arte al público. Un repaso a su trayectoria con un recorrido en el que se muestran las distintas épocas y se incluyen las últimas apuestas artísticas del arte digital de la mano de Jaime de los Ríos, hasta las primeras obras de papel en gran formato del pintor japonés Nori Ushijima, pasando por las visiones de San Sebastián con la Capitalidad de 2016, o los orígenes de la escultura de Dora Salazar en la exposición que se tituló Caja de música de 1998.

## Publicaciones
- Sobre puentes, ventanas, calles y fantasmas, ISBN 978-84-612-3063-1
- Lieder, Editorial: Fuente Ortiz de Zárate, Cristina de la; ISBN: 978-84-612-8637-9[13]

- Habitar desde el Arte, Arteko Gallery ISBN 978-84-09-26912-9
- Cuentos para adultos, Galería Arteko ISBN 978-84-615-0208-0
- Recorrido, Galería Arteko / Depósito legal: SS-565/2000
- Nori Ushijima-Entelequia, Galería Arteko / Depósito legal: SS-439-2008
- Baroja Collet-Gaueko zurrumurruak, Galería Arteko / Depósito legal: SS-1402/2006
- Eduardo Chillida Belzunce-La casa del enigma, Galería Arteko / Depósito legal: SS-934-2008
- Ainize Txopitea-Love always will be, Galería Arteko / Depósito legal: SS-1244-2007